# Florian Hassler

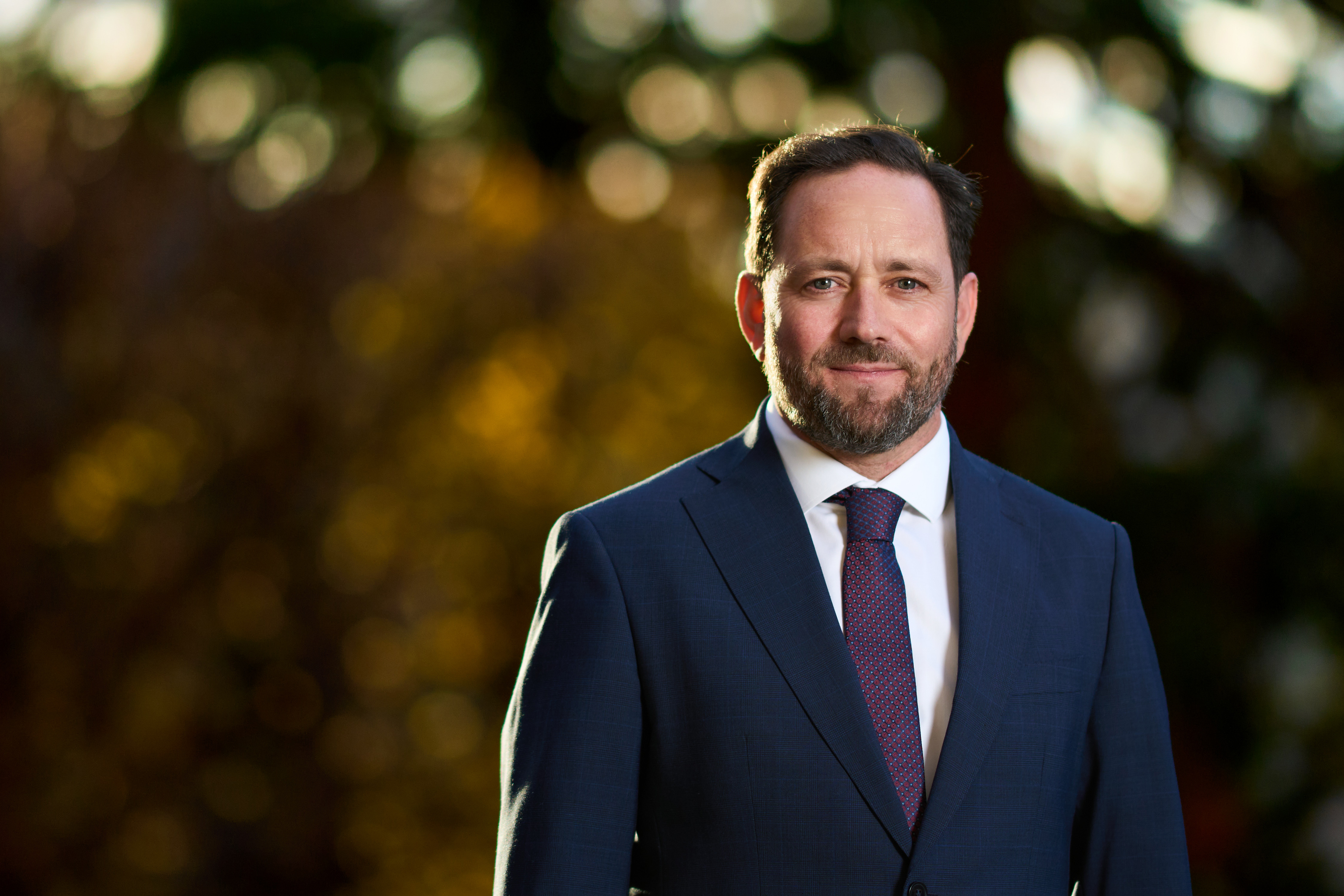
Florian Hassler (2025)

Florian Hassler (* 1. September 1977 in Sindelfingen) ist ein deutscher Politiker (Bündnis 90/Die Grünen). Seit Mai 2021 ist er baden-württembergischer Staatssekretär im Staatsministerium und Vertreter des Landes Baden-Württemberg bei der Europäischen Union.

## Leben
Hassler wuchs im Sindelfinger Stadtteil Maichingen auf. Er legte sein Abitur am Lise-Meitner-Gymnasium in Böblingen ab. Anschließend absolvierte er seinen Zivildienst beim Arbeiter-Samariter-Bund in München. Von 1999 bis 2005 studierte er Politikwissenschaft, Volkswirtschaftslehre und Öffentliches Recht in Freiburg im Breisgau und Aix-en-Provence. Zudem absolvierte er einen Forschungsaufenthalt in Bamako. Von 2002 bis 2005 gefördert von der Heinrich-Böll-Stiftung, erlangte er den Master of Arts. Hassler ist evangelisch, verheiratet und hat zwei Kinder.

## Politische Tätigkeit
Seit 1999 ist er Mitglied bei Bündnis 90/Die Grünen. Ab 2005 arbeitete er als Büroleiter der Europaabgeordneten Heide Rühle. Bei der Bundestagswahl 2009 kandidierte er im Bundestagswahlkreis Böblingen, verfehlte jedoch den Einzug in den Bundestag.
Im Jahr 2011 verzichtete er auf die Möglichkeit, in den Deutschen Bundestag nachzurücken. Stattdessen wurde er im selben Jahr Büroleiter des baden-württembergischen Ministerpräsidenten Winfried Kretschmann. Ab 2017 leitete er als Ministerialdirigent die Strategieabteilung im Staatsministerium und war damit für die Bereiche Grundsatz und Planung, Europa, Gesellschafts- und Integrationspolitik verantwortlich.
Im Kabinett Kretschmann III ist er seit dem 12. Mai 2021 Staatssekretär im Staatsministerium und Vertreter des Landes Baden-Württemberg bei der Europäischen Union. Dort ist er zuständig für die politische Koordination, Europa und Internationales.
Am 18. Oktober 2022 wurde Florian Hassler vom baden-württembergischen Ministerrat zum Sondergesandten des Landes für die Strategie der Europäischen Union für den Donauraum (EUSDR) benannt. Am 14. Oktober 2023 wurde er in den Landesvorstand von  Bündnis 90/Die Grünen Baden-Württemberg gewählt.
Bei der Landtagswahl in Baden-Württemberg 2026 kandidiert Hassler im Landtagswahlkreis Schorndorf und auf Platz 14 der Landesliste der Grünen.

## Mandate und Gremien
- Mitglied im Ausschuss der Regionen (AdR)
- Mitglied in der Automotive Intergroup (CoRAI) des AdR
- Mitglied der Fraktion der Grünen im AdR
- Vorsitzender Stiftungsrat der Stiftung Kinderland
- Aufsichtsratsmitglied Badische Staatsbrauerei Rothaus
- Aufsichtsratsmitglied der Baden-Württemberg-Stiftung
- Vorstandsmitglied der Theodor-Heuss-Stiftung
- Mitglied in der Fachkommission für Unionsbürgerschaft, Regieren, institutionelle Fragen und Außenbeziehungen (CIVEX)
- Mitglied in der Fachkommission für Kohäsionspolitik und EU-Haushalt (COTER)
- Mitglied im Kuratorium der Brustring der Herzen – Die VfB-Stiftung
- Mitglied im Landesvorstand von Bündnis 90/Die Grünen Baden-Württemberg[8]
- Präsident der Europäischen Bewegung Baden-Württemberg[9]